# Interim Register of Marine and Nonmarine Genera
Interim Register of Marine and Nonmarine Genera (IRMNG) je taxonomická databáze, která má za cíl pokrýt druhová jména všech živých organismů. Pro zoologii zahrnuje jména od roku 1758 a pro botaniku od roku 1753 až do současnosti. Všechny záznamy jsou uspořádány do jedné interně konzistentní taxonomické hierarchie pro potřeby různých projektů informatiky biodiverzity a uživatelů taxonomických informací. Záznamy z databáze IRMNG jsou dostupné online. Lze zde vyhledávat aktuální verze záznamů, pohledy na data k určitému datu anebo datové dávky pro import i export z ostatních systémů. 
Tento registr sídlí v Belgii v Ostende.